# Próchoma
Próchoma är en ort i Grekland.   Den ligger i prefekturen Nomós Thessaloníkis och regionen Mellersta Makedonien, i den norra delen av landet, 300 km norr om huvudstaden Aten. Próchoma ligger 87 meter över havet och antalet invånare är 1 422.
Terrängen runt Próchoma är lite kuperad. Runt Próchoma är det ganska tätbefolkat, med 86 invånare per kvadratkilometer. Närmaste större samhälle är Koufália, 8,3 km väster om Próchoma. Trakten runt Próchoma består till största delen av jordbruksmark.